# Кубок ярмарків 1955—1958
Перший Кубок ярмарків між містами відбувся протягом трьох років з 1955 по 1958. Змагання розпочалися з групового етапу, коли кожна команда грала вдома і на виїзді. Зважаючи на правила змагань, які заявляли, що лише одна команда з кожного міста може брати участь у змаганнях, багато міст з кількома футбольними клубами обрали найкращих гравців із цих команд для створення представницької сторони міста. Одна з них, Лондон XI, дісталася фіналу, де програла Барселоні XI (яку пізніше визнали як ФК «Барселона») за сумою двох матчів.

## Груповий етап

### Група A
| Поз | Команда       | І | В | Н | П | ГЗ | ГП | РГ | О |  |
| --- | ------------- | - | - | - | - | -- | -- | -- | - |  |
| 1   | Барселона XI  | 2 | 1 | 1 | 0 | 7  | 3  | +4 | 3 |  |
| 2   | Копенгаген XI | 2 | 0 | 1 | 1 | 3  | 7  | −4 | 1 |  |
| 3   | Відень XI (W) | 0 | 0 | 0 | 0 | 0  | 0  | 0  | 0 |  |

| 25 грудня 1955 |

| Барселона XI                                            | 6–2  | Копенгаген XI            |
| ------------------------------------------------------- | ---- | ------------------------ |
| Арета 8', 10' Техада 40', 80' Вільяверде 40' Кубала 59' | Звіт | Люндберг 65', 75' (пен.) |

| Камп де Лес Кортс, Барселона |

| 26 квітня 1956 |

| Копенгаген XI       | 1–1  | Барселона XI   |
| ------------------- | ---- | -------------- |
| Люндберг 61' (пен.) | Звіт | Вільяверде 85' |

| Спортивний парк Копенгаген, Копенгаген |

### Група B
| Поз | Команда          | І | В | Н | П | ГЗ | ГП | РГ | О |  |
| --- | ---------------- | - | - | - | - | -- | -- | -- | - |  |
| 1   | «Бірмінгем Сіті» | 4 | 3 | 1 | 0 | 6  | 1  | +5 | 7 |  |
| 2   | «Інтернаціонале» | 4 | 2 | 1 | 1 | 6  | 2  | +4 | 5 |  |
| 3   | Загреб XI        | 4 | 0 | 0 | 4 | 0  | 9  | −9 | 0 |  |

| 16 травня 1956 |

| «Інтернаціонале» | 0–0  | «Бірмінгем Сіті» |
| ---------------- | ---- | ---------------- |
|                  | Звіт |                  |

| Арена Чівіка, Мілан |

| 22 травня 1956 |

| Загреб XI | 0–1  | «Бірмінгем Сіті» |
| --------- | ---- | ---------------- |
|           | Звіт | Браун 8'         |

| Загреб |

| 6 червня 1956 |

| Загреб XI | 0–1  | «Інтернаціонале» |
| --------- | ---- | ---------------- |
|           | Звіт | Кампаньолі 74'   |

| Загреб |

| 3 грудня 1956 |

| «Бірмінгем Сіті»              | 3–0  | Загреб XI |
| ----------------------------- | ---- | --------- |
| Оррітт 3' Браун 60' Мерфі 67' | Звіт |           |

| Сент-Ендрюс, Бірмінгем |

| 19 березня 1957 |

| «Інтернаціонале»                  | 4–0  | Загреб XI |
| --------------------------------- | ---- | --------- |
| Скоглунд 8', 89' Лоренці 43', 50' | Звіт |           |

| Сан-Сіро, Мілан |

| 17 квітня 1957 |

| «Бірмінгем Сіті» | 2–1  | «Інтернаціонале» |
| ---------------- | ---- | ---------------- |
| Гован 44', 53'   | Звіт | Лоренці 88'      |

| Сент-Ендрюс, Бірмінгем |

### Група C
| Поз | Команда         | І | В | Н | П | ГЗ | ГП | РГ | О |  |
| --- | --------------- | - | - | - | - | -- | -- | -- | - |  |
| 1   | «Лозанна-Спорт» | 2 | 1 | 0 | 1 | 10 | 9  | +1 | 2 |  |
| 2   | Лейпциг XI      | 2 | 1 | 0 | 1 | 9  | 10 | −1 | 2 |  |
| 3   | Кельн XI (W)    | 0 | 0 | 0 | 0 | 0  | 0  | 0  | 0 |  |

| 6 березня 1956 |

| Лейпциг XI                                                  | 6–3  | «Лозанна-Спорт»               |
| ----------------------------------------------------------- | ---- | ----------------------------- |
| Вальтер 5' Конзак 9', 82' Краузе 23', 36' Феттке 69' (пен.) | Звіт | Мейлар 11' Рей 31' Ешманн 43' |

| Лейпциг |

| 21 жовтня 1956 |

| «Лозанна-Спорт»                                             | 7–3  | Лейпциг XI                        |
| ----------------------------------------------------------- | ---- | --------------------------------- |
| Тедескі 28' Ешманн 37', 43', 55' Мозер 38' Стефано 60', 62' | Звіт | Вальтер 13' Конзак 58' Фреліх 70' |

| Лозанна |

### Група D
| Поз | Команда      | І | В | Н | П | ГЗ | ГП | РГ | О |  |
| --- | ------------ | - | - | - | - | -- | -- | -- | - |  |
| 1   | Лондон XI    | 4 | 3 | 0 | 1 | 9  | 3  | +6 | 6 |  |
| 2   | Франкфурт XI | 4 | 2 | 0 | 2 | 10 | 10 | 0  | 4 |  |
| 3   | Базель XI    | 4 | 1 | 0 | 3 | 7  | 13 | −6 | 2 |  |

| 4 червня 1955 |

| Базель XI | 0–5  | Лондон XI                             |
| --------- | ---- | ------------------------------------- |
|           | Звіт | Фірмані 35', 81' Голтон 37', 43', 74' |

| Санкт-Якоб Парк, Базель |

| 26 жовтня 1955 |

| Лондон XI                    | 3–2  | Франкфурт XI                  |
| ---------------------------- | ---- | ----------------------------- |
| Джеззард 46', 86' Робсон 60' | Звіт | Пфафф 25' (пен.) Кауфголд 30' |

| Вемблі, Лондон |

| 4 травня 1956 |

| Лондон XI | 1–0  | Базель XI |
| --------- | ---- | --------- |
| Робб 87'  | Звіт |           |

| Вайт Гарт Лейн, Лондон |

| 20 червня 1956 |

| Франкфурт XI                                 | 5–1  | Базель XI       |
| -------------------------------------------- | ---- | --------------- |
| Бухенау 19', 80' Пфафф 31', 73' Геррманн 52' | Звіт | Гюгі 35' (пен.) |

| Франкфурт-на-Майні |

| 27 березня 1957 |

| Франкфурт XI      | 1–0  | Лондон XI |
| ----------------- | ---- | --------- |
| Прайзендорфер 72' | Звіт |           |

| Франкфурт-на-Майні |

| 12 червня 1957 |

| Базель XI                                             | 6–2  | Франкфурт XI       |
| ----------------------------------------------------- | ---- | ------------------ |
| Аллеманн 3', 47', 66' Занманн 33' Гюгі 64' Бюргер 88' | Звіт | Краус 32' Маєр 65' |

| Санкт-Якоб Парк, Базель |

## Плей-оф
- Команди, які грали першу гру вдома, показані першими
- «Бірмінгем Сіті» та Барселоні XI для з'ясування сильнішого знадобився третій матч, який відбувся у Швейцарії.

### Півфінали
| Команда 1        | Заг. | Команда 2    | 1-й матч | 2-й матч |
| ---------------- | ---- | ------------ | -------- | -------- |
| «Лозанна-Спорт»  | 2–3  | Лондон XI    | 2–1      | 0–2      |
| «Бірмінгем Сіті» | 4–41 | Барселона XI | 4–3      | 0–1      |

1 Барселона XI переграла «Бірмінгем Сіті» 2-1 в додатковому матчі, і пройшла в фінал.

#### Перший матч
| 23 жовтня 1957 |

| «Лозанна-Спорт»   | 2–1  | Лондон XI   |
| ----------------- | ---- | ----------- |
| Вонлантен 6', 74' | Звіт | Гаверті 70' |

| Стад Олімпік де ла Понтез, Лозанна |

| 23 жовтня 1957 |

| «Бірмінгем Сіті»                   | 4–3  | Барселона XI                         |
| ---------------------------------- | ---- | ------------------------------------ |
| Браун 2' Оррітт 33' Мерфі 35', 60' | Звіт | Техада 12' Еварісто 27' Мартінес 40' |

| Сент-Ендрюс, Бірмінгем |

#### Другий матч
| 13 листопада 1957 |

| Лондон XI            | 2–0  | «Лозанна-Спорт» |
| -------------------- | ---- | --------------- |
| Грівз 10' Голтон 76' | Звіт |                 |

| Стемфорд Бридж, Лондон |

| 13 листопада 1957 |

| Барселона XI | 1–0  | «Бірмінгем Сіті» |
| ------------ | ---- | ---------------- |
| Кубала 82'   | Звіт |                  |

| Камп Ноу, Барселона |

Плей-оф
| 26 листопада 1957 |

| Барселона XI            | 2–1  | «Бірмінгем Сіті» |
| ----------------------- | ---- | ---------------- |
| Еварісто 33' Кубала 83' | Звіт | Мерфі 48'        |

| Санкт-Якоб, Базель |

### Фінал

#### Перший матч
| 5 березня 1958 |

| Лондон XI                   | 2–2 | Барселона XI           |
| --------------------------- | --- | ---------------------- |
| Грівз 10' Ленглі 88' (пен.) |     | Мартінес 7' Техада 35' |

| Стемфорд Бридж, Лондон Глядачів: 45,466 Арбітр: Альберт Душ |

#### Другий матч
| 1 травня 1958 |

| Барселона XI                                            | 6–0 | Лондон XI |
| ------------------------------------------------------- | --- | --------- |
| Суарес 6', 8' Мартінес 42' Еварісто 52', 75' Верхес 63' |     |           |

| Камп Ноу, Барселона Глядачів: 70,000 Арбітр: Альберт Душ |